# Sauerteig

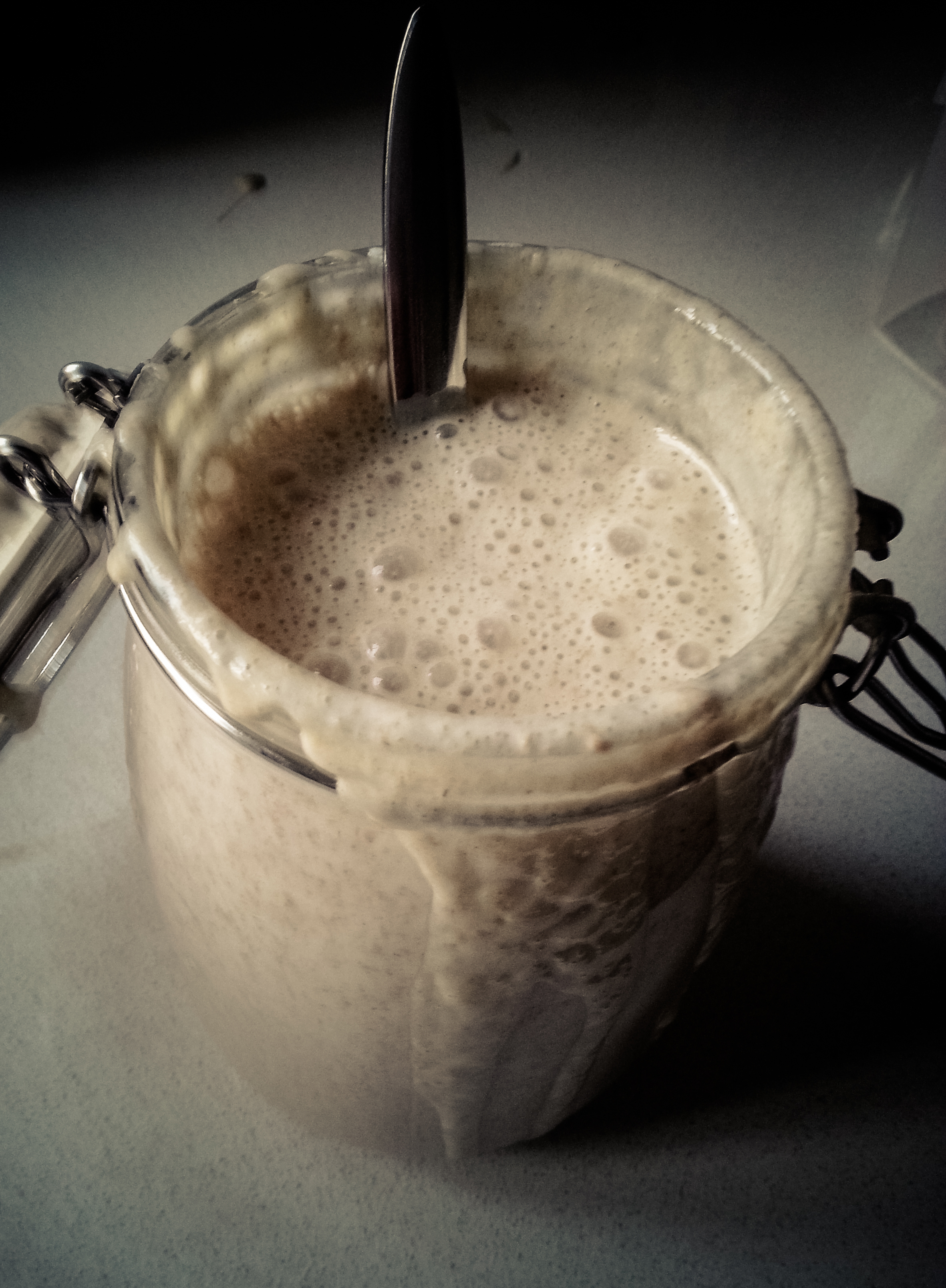
„Anstellgut“ eines Roggensauerteigs im Glas

Sauerteig ist ein Teig zur Herstellung von Backwaren, der meist dauerhaft durch Milchsäurebakterien und Hefen in Gärung gehalten wird. Das dabei entstehende Kohlenstoffdioxid lockert den Teig auf. Die typischen Arten von Milchsäurebakterien sind Lactobacillus plantarum (homofermentativ) und Lactobacillus brevis (heterofermentativ). Ein typischer Hefestamm im Sauerteig ist Saccharomyces cerevisiae.

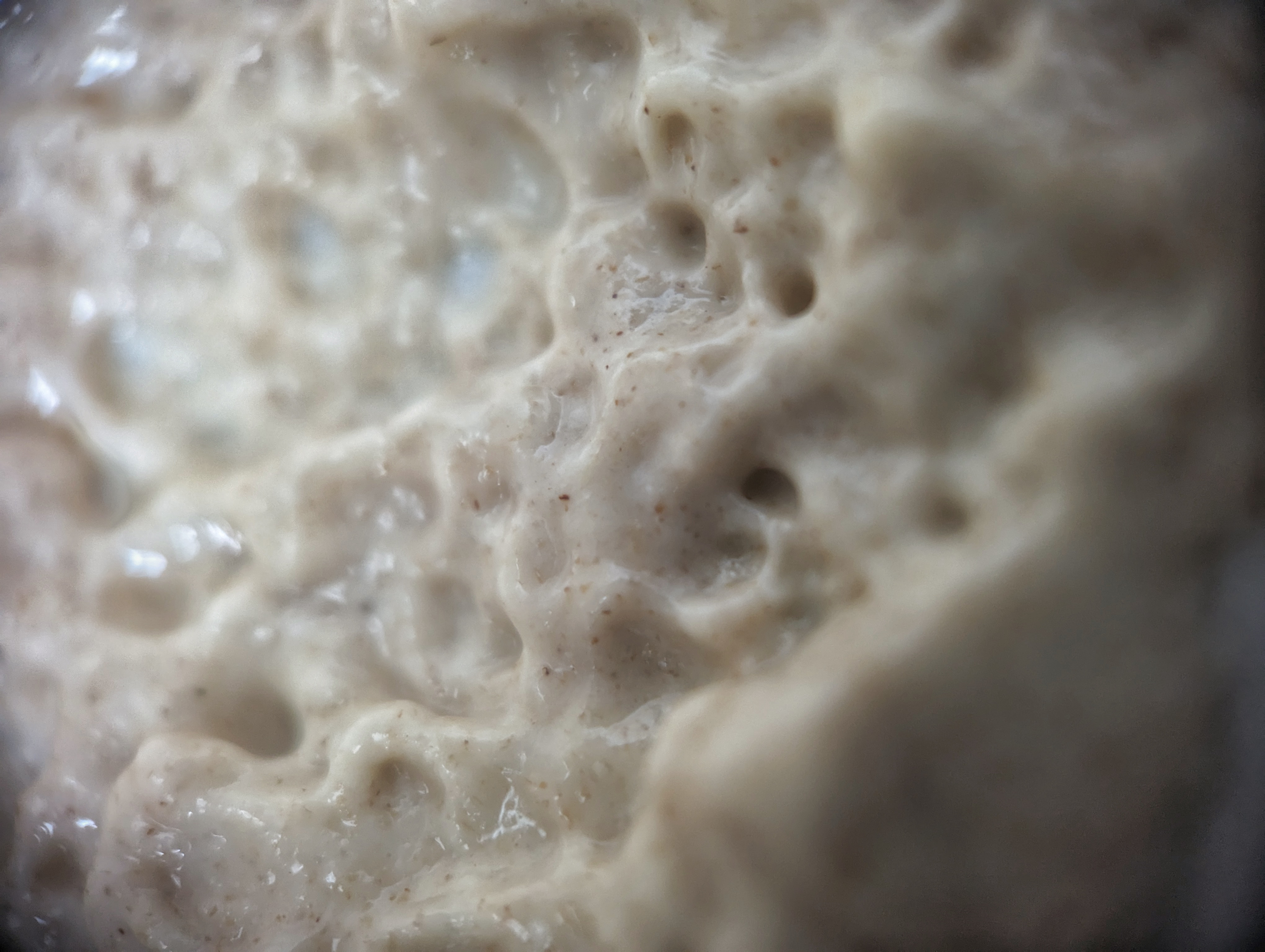
Sehr lebendiger Sauerteig (Makrofoto)

Sauerteig wird als Triebmittel zur Lockerung von Backwerk zugefügt und macht Roggenteige überhaupt erst backfähig. Sauerteige verbessern Verdaulichkeit, Aroma, Geschmack, Haltbarkeit und Schnitt der Backwaren. Ebenso werden ernährungsphysiologische Eigenschaften verbessert.
Der Begriff Sauerteig kann sowohl den fertigen Brotteig bezeichnen als auch die aktive, teigförmige Zutat, die auch Anstellgut genannt wird.

## Allgemeines
Sauerteige enthalten eine Lebensgemeinschaft von Milchsäurebakterien und Hefepilzen, die der Mensch seit mehreren tausend Jahren für die Herstellung von Getreidefladen, Brot und brotähnlichen Nahrungsmitteln nutzt. Die Stoffwechselprodukte dieser Mikroorganismen lockern den Teig und verbessern die Verdaulichkeit, das Aroma, den Geschmack und die Haltbarkeit der Backwaren. Eine besondere Bedeutung hat Sauerteig bei der Verwendung von Roggenmehl. Während für Weizenmehl auch reine Hefe als Triebmittel verwendet werden kann, ist bei der Verwendung von Roggenmehl die Zuführung von Säure erforderlich. Die Säure bremst die Wirkung mehleigener Enzyme, zum Beispiel der Proteasen, die das Gluten, also das Klebergerüst im Teig angreifen sowie der Amylasen, die die Stärke schädigen und somit die Wasseraufnahme des Teiges verringern. Ohne Säuerung würde das Roggenbrot kaum aufgehen und flach bleiben. Die Milchsäurebakterien des Sauerteigs produzieren diese in Form von Milchsäure und Essigsäure.
Während in der Vergangenheit Verfahren und Methoden zur preiswerten und effizienten Brotbereitung gesucht wurden, stehen heute die geschmacklichen und ernährungsphysiologischen Eigenschaften von Backwaren aus Sauerteig im Vordergrund. Gerade Vollkornprodukte erhalten durch Sauerteig ein verbessertes Mundgefühl und einen besseren Geschmack, wobei nährwertbestimmende Substanzen erhalten bleiben.

## Geschichte
Plinius der Ältere beschrieb um 79 n. Chr. die Gewinnung von Sauerteig durch die Vermischung von Weizenkleie mit drei Tage altem Traubenmost. Auch Verfahren der Spontansäuerung und die Weiterführung von Sauerteigen (Sauerteigführung) waren ihm bekannt.
In Deutschland lieferten im 15. und 16. Jahrhundert die Brauer und Schnapsbrenner den Bäckern die erste Hefe. In Frankreich war diese Technik lange umstritten, da die Bevölkerung eine Gesundheitsgefährdung durch dieses neue Lebensmittel fürchtete. Erst 1670 wurde die Verwendung von Bierhefe erlaubt, wobei sie vorher mit Sauerteig vermischt werden musste. In Europa wurden die ersten Hefezüchtungen um 1700 bekannt. Ende des 18. Jahrhunderts hatte sich die fabrikmäßige Produktion von Hefe etabliert. Auftrieb brachten der Entwicklung der Bäckerhefe die Kühlmaschinen des Carl von Linde. Die Brauer stiegen nach 1877 von obergärigem auf untergäriges Bier um. Dies war nur durch Kühlung möglich, wobei aber keine brauchbare Hefe für die Bäckereien mehr anfiel. Zwangsweise wurde damit die Entwicklung spezieller Backhefen gefördert. Die Hefen der Brauer und Brenner waren von schlechter Qualität. Der Stamm Saccharomyces cerevisiae wurde gezielt selektiert und produziert, da mit dieser Hefe hervorragende Backergebnisse erzielt wurden.
Roggensauer wurde um 1900 erstmals durch Zitronensäure ersetzt, die Backergebnisse waren allerdings nicht optimal. Um 1920 empfahl man beim Roggenteig zur Vereinfachung der Brotbereitung den Zusatz von Säuren, was nach heutigem Erkenntnisstand sinnvoll war, denn damalige Mehle verfügten über einen hohen Enzymgehalt. Parallel dazu entwickelte man Sauerteigstarterkulturen und bot sie als „Reinzuchtsauer“ an. 1930 gelangten die ersten Fertigsauer auf den Markt. Sie bestanden aus Quellmehl und Gärungsmilchsäure. Ebenfalls um 1930 wurde getrockneter Sauerteig angeboten, der allerdings verfahrensbedingt nur einen geringen Säureanteil hatte. 1970 wurde der Trockensauer als „Sauerteig-Extrakt-Roggen“ auf den Markt gebracht.
Seitdem wurden zahlreiche weitere Verfahren und Backmittel entwickelt, um die bestehenden Sauerteigverfahren zu optimieren.

## Arten des Sauerteigs
In der Regel wird Sauerteig aus Brotgetreidemehl (aus Weizen oder Roggen) hergestellt, es kann jedoch entweder teilweise oder ganz durch andere Getreidemahlerzeugnisse oder mehlähnliche Erzeugnisse ersetzt werden. Sehr weit verbreitet sind in Afrika Teff-Brot in Äthiopien und z. B. Laxoox in Somalia.

### Weizensauer

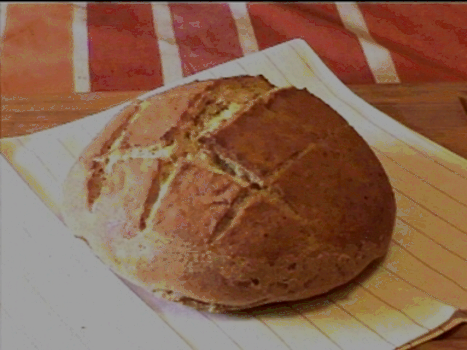
Weizensauerbrot

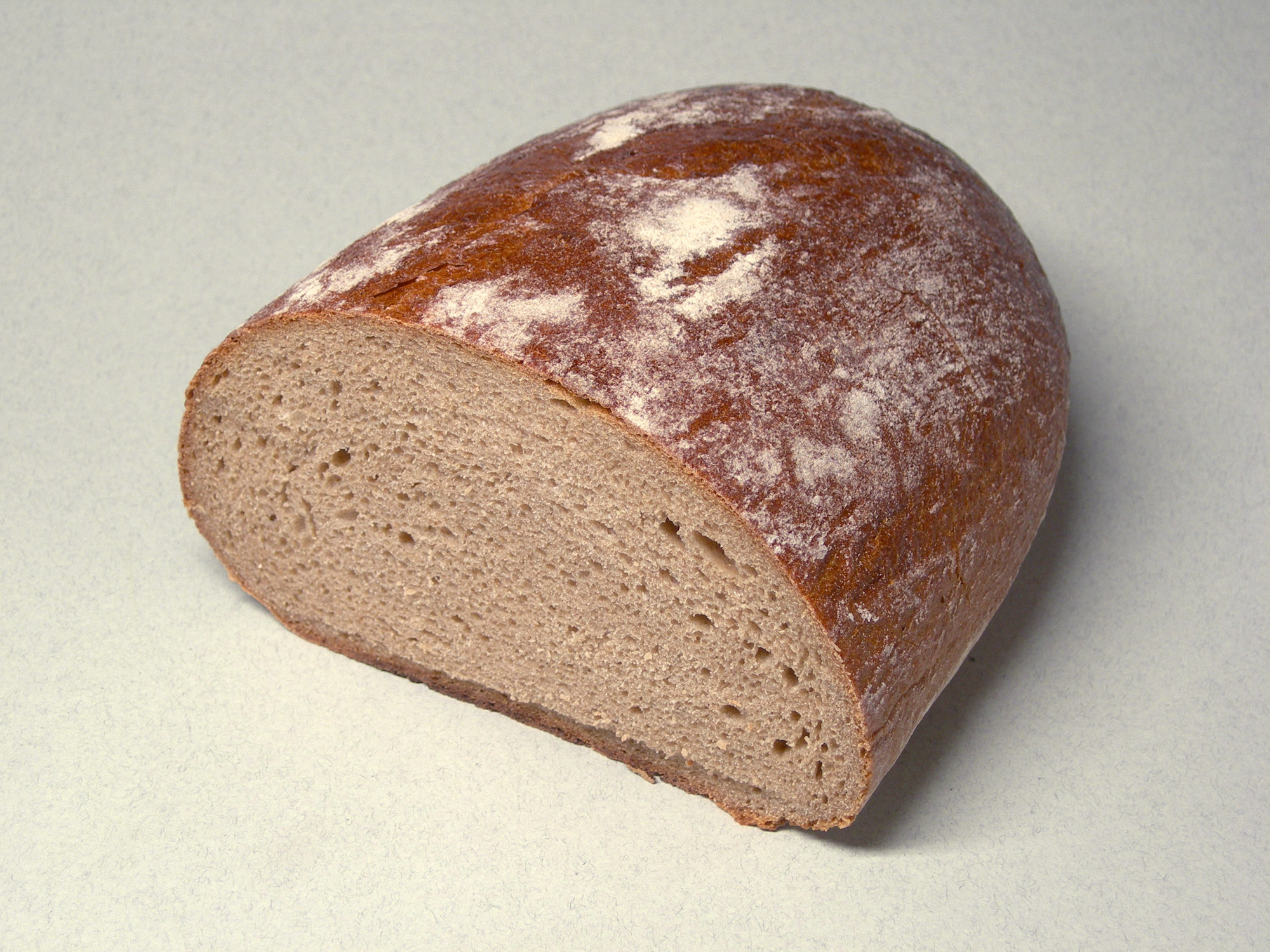
Roggenmischbrot aus Sauerteig

Weizensauer ist ein Teig aus Weizenmehl, Wasser, Hefen (überwiegend Saccharomyces cerevisiae) und oft einem geringen Anteil von Milchsäurebakterien (Lactobacillus plantarum, Lactobacillus brevis ssp. lindneri). Einige traditionelle Gebäcke mit Weizensauerteig sind Ciabatta, Panettone oder der Hermann-Teig.

### Roggensauer
Roggensauer ist ein Gemisch aus Roggenmehl, Wasser und Milchsäurebakterien (Lactobacillus plantarum, Lactobacillus fructivorans und Lactobacillus brevis) und meistens Hefen (Saccharomyces cerevisiae). Nicht alle Roggensauerteige enthalten ausreichend Hefen für die Lockerung. Deswegen werden oft Sauerteighefen (säurefeste und triebkräftige Hefen) zugesetzt.

### Haltbare Produkte

#### Krümelsauer
Mit viel Mehl zu trockenen Krümeln verarbeiteter Sauerteig wird als Krümelsauer (auch Gerstl) bezeichnet und dient der Aufbewahrung.

#### Trockensauer
Dazu gehören auch Sauerteigkonzentrate. Solche Konzentrate werden häufig unter der Bezeichnung Backferment vertrieben. Sie werden hergestellt, indem ein Sauerteig aus Weizenmehl, gelber Saaterbse und Honig schonend getrocknet wird. Diese Sauerteigform eignet sich gut für Privathaushalte, da keine aufwendige Sauerteigführung notwendig ist, der Teig aber nach Wasserzugabe gäraktiv ist und Hefen und Milchsäurebakterien enthält und zur Herstellung von Brot aus Brotgetreidesorten und Nichtbrotgetreidesorten geeignet ist.

## Wirkungen des Sauerteigs

### Geschmack und Aroma
Sauerteigbrote enthalten viele Geruchs- und Geschmacksstoffe. Es sind über 300 Aromastoffe bekannt, wobei aber nur wenige aroma- und geschmacksbestimmend sind. Viele der beteiligten Substanzen sind bereits im Mehl vorhanden, ergeben aber einen schwachen Aromaeindruck. Durch Gärung und Bildung von Estern (aus Ethanol und Säuren) im Sauerteig werden diese Aromastoffe kräftig ausgebildet. Tragende Aromaverbindungen wie Methylbutanol und Diacetyl nehmen in der Konzentration zu, aber es werden auch unerwünschte Aromen reduziert; so wird z. B. der grasige Aromastoff Hexanal im Sauerteig abgebaut. Die homofermentativen Lactobazillen im Sauerteig wandeln vorwiegend Hexosen in Milchsäure um, während die heterogenen Milchsäurebakterien Essigsäure, Ethanol, Kohlendioxid und Ester produzieren. Außerdem setzen die Milchsäurebakterien Aromavorläuferstoffe als freie Aminosäuren frei, welche später in Aldehyde und entsprechende Alkohole umgewandelt werden. Die natürlichen Hefen des Sauerteiges sorgen hauptsächlich für die Bildung von Ethanol, Aldehyden, Iso-Alkoholen und Ethylacetat.

### Volumen, Textur und Porung
Durch Sauerteig wird das spezifische Volumen erhöht. Die Porung der Krume ist feiner. Daneben zeichnet eine höhere Feuchte und Elastizität eine Sauerteigführung aus, wodurch das Gebäck schnittfester wird. Beim Verzehr ist das Mundgefühl angenehmer, da alle Fraktionen des Mehles besser aufgeschlossen werden: ein Effekt, der besonders bei Vollkornprodukten wirkt. Roggenbrote können durch die Absenkung des pH-Wertes besser gekaut werden. Beim Kauen haftet die ungesäuerte Krume an den Zähnen, bewirkt ein unangenehmes Mundgefühl; mit fallendem pH-Wert nimmt die Elastizität der Krume zu.

### Verarbeitungseigenschaften
- Weizenteige aus Sauerteig – besonders Vollkornweizenteige – binden Feuchtigkeit und gewährleisten durch gute Quellung eine bessere und leichtere Verarbeitung. Dies wohl auch, weil die Löslichkeit der Pentosane zunimmt. Die Kleberentwicklung wird verbessert, wobei der Teig dehnfähiger wird.
- Im Gegensatz zu Weizenteigen bedurften Roggenteige früher der Säure, um backfähig zu sein. In Roggenteigen verhindert der – im Vergleich zu Weizenmehlteigen – höhere Anteil an wasserbindenden Pentosanen die Ausbildung eines Klebergerüsts, dessen Aufgabe die Krumenbildung während des Backprozesses ist. Stattdessen lagern aufgequollene Pentosane und Roggenstärke sich zusammen und bilden nach dem Verkleistern (Hitzeeinwirkung) die stabile Krume. Ohne Säure wird die Stärke durch mehleigene Amylasen zu schnell abgebaut, kann nicht ausreichend verkleistern und das Brot bleibt flach und unattraktiv.[4] Die Säuren des Sauerteigs bewirken bei einem pH-Wert von 4,1 die weitgehende Einstellung der Enzymaktivitäten und damit des Abbaus von Stärke. Moderne Roggen-Sorten sind weniger enzymaktiv und dadurch auch ohne Sauerteig backfähig. Sie neigen jedoch zum Trockenbacken, wodurch sich durch den Sauerteig auch hier Vorteile für Geschmack und Frischhaltung erreichen lassen.

### Frischhaltung
Das Altbackenwerden ist komplex und noch nicht vollständig erforscht. Das Brot verliert Aroma und Mundgefühl, es wird härter und spröder; die Stärke gibt Feuchtigkeit ab und geht in einen kristallinen Zustand über. Die Feuchtigkeit wandert von der Krume zur Kruste, wo sie austritt. Bisher ist nur sicher, dass die Bildung von Exopolysacchariden, die bei der Sauerteigfermentation durch Milchsäurebakterien entstehen, darauf wesentlichen Einfluss hat.

### Lagerfähigkeit
Sauerteiggeführte Brote schimmeln langsamer als nicht gesäuerte oder chemisch gesäuerte Brote. Ursachen und Wirkung sind vielfältig. Gesäuerte Brote sind weniger anfällig gegen:
- Schimmel. Bewirkt wird die verminderte Anfälligkeit gegenüber Verderb durch die Absenkung des pH-Wertes und die Bildung von Capronsäure oder Phenyl-Milchsäuren. Während der Säuerung entstehen außerdem antimikrobielle Stoffwechselprodukte, die gemeinsam mit dem Absenken des pH-Wertes wirken. Undissoziierte Säuren durchdringen den Zellkern und zerstören die lebensnotwendige Transmembran. Es werden auch Diacetyl, Acetaldehyd oder Wasserstoffperoxid gebildet, die ebenfalls antimikrobiell wirken, aber Geruch und Geschmack des Produktes beeinflussen.
- „Fadenziehen“. In den letzten Jahren ist die alte, fast vergessene Brotkrankheit des Fadenziehens wieder häufiger anzutreffen. Sie tritt nur bei Weizenbroten auf und wird durch die Zugabe von Sauerteig verhindert.[4]

## Gewinnung

### Sauerteig durch spontane Säuerung
Dieses Verfahren ist recht alt und sicher. Es wird auch heute noch angewendet, um das sogenannte Anstellgut als Grundlage für den Sauerteig zu ziehen.
Milchsäurebakterien kommen überall vor. Sie sind im Mehl und im Wasser zu finden. Daher kann ein Sauerteig dadurch hergestellt werden, dass man je die gleiche Menge (Roggen-)Mehl und Wasser miteinander vermengt und zugedeckt bei Zimmertemperatur ca. zwei Tage stehen lässt. Riecht der Teig dann angenehm säuerlich, oftmals mit einer Fruchtnote, kann man davon ausgehen, dass sich die Milchsäurebakterien durchgesetzt haben. Riecht der Ansatz jedoch nach faulen Eiern, so muss man davon ausgehen, dass sich Fäulnisbakterien durchgesetzt haben.
Das Ergebnis ist jedoch stark vom Zustand der Rohstoffe abhängig. Wesentlich beeinflussen die Lagerung der Rohstoffe (Temperatur, Feuchtigkeit) sowie der Befall von Schädlingen die Anzahl und Arten der Mikroorganismen. Damit sich eine bestimmte Art von Bakterien oder Hefen sicher entwickeln kann, müssen genügend Keime dieser Art vorhanden sein. Erfolg und Qualität hängen stark vom Zufall ab. Es ist ein Verdrängungswettbewerb, der darüber entscheidet, welche Kulturen sich entwickeln.

## Biologie und Chemie des Sauerteigs
Sauerteig ist eine stabile symbiotische Kultur von Milchsäurebakterien und Hefen in einem Teig von Mehl und Wasser. Milchsäurebakterien verwandeln Zucker, die die Hefen nicht abbauen können, und auf der anderen Seite verstoffwechseln Hefen Produkte der Milchsäurefermentation. Generell kann man sagen, dass die Hefen das Gas produzieren, das den Teig aufgehen lässt, und die Milchsäurebakterien die Milchsäure produzieren, die für den säuerlichen Geschmack und die Enzymhemmung verantwortlich ist.
Milchsäurebakterien arbeiten anaerob, d. h., sie können sich bei Abwesenheit von Sauerstoff vermehren. Hammes und Vogel haben 1995 drei unterschiedliche Stoffwechselgruppen von Milchsäurebakterien unterschieden:
- Obligat homofermentative Milchsäurebakterien: Sie bauen Hexosen über den Embden-Meyerhof-Zyklus (die Glykolyse) zu zwei Molekülen Milchsäure (C3H6O3) ab. Sie bilden aber kein Kohlendioxid (CO2). Sie vertragen keinen Sauerstoff. Lactobacillus delbrueckii und L. acidophilus sind typische Vertreter.[8]
- Fakultativ heterofermentative Milchsäurebakterien: Sie verstoffwechseln Hexosen zu Milchsäure und Pentosen zu Milch- und Essigsäure. Sie vertragen und verwenden Sauerstoff. Beispiele sind Lactobacillus casei und L. plantarum.
- Obligat heterofermentative Milchsäurebakterien: Sie bauen Glucose (als Hexose) über den Pentosephosphatweg (Hexose-monophosphat-Weg) in Milchsäure, Essigsäure und CO2 ab. Pentosen bauen sie zu Milchsäure und Essigsäure ab. Typische Vertreter sind Lactobacillus fermentum, L. brevis, L. kefiri, und L. sanfranciscensis.[9] Die häufig – fälschlicherweise – vertretene Meinung, die gebildete Essigsäure stamme von einer Essiggärung, stimmt nicht.[2]

Die Milchsäurebakterien zersetzen einen Teil der Zuckerstoffe im Mehl zu Milchsäure, zu Essigsäure und einen geringen Anteil Kohlendioxid. Die Hefen bilden Kohlendioxid sowie kleine Mengen Alkohol (Ethanol). Der Alkohol wird von den Essigsäurebakterien in Essigsäure umgewandelt. Durch verschiedene Bedingungen (Gärungszeit, Mischungsverhältnis, Temperatur) kann Einfluss auf die Anteile der einzelnen Gärungsprodukte und somit auf Eigenschaften (Wirkung) und Geschmack des Sauerteigs genommen werden. Durch Temperatursteuerung kann erreicht werden, dass im Teig mehr Essigsäure (24–28 °C) gebildet wird, also das Brot saurer schmeckt. Milchsäure ist geschmacklich milder. Soll also mehr Milchsäure gebildet werden, so muss der Teig bei ca. 30 °C geführt werden. Im fertigen Sauerteig herrschen pH-Werte zwischen 3,8 und 4,3.
Der bei der Gärung gebildete Alkohol verbindet sich zum Teil mit Säuren im Teig zu Estern, die zu Geruch und Geschmack des Gebäcks beitragen. Ein anderer Teil wird zu Essigsäure umgewandelt. Das Verhältnis von Milchsäure zu Essigsäure im Teig sollte zwischen 3:1 bis 4:1 liegen. Wird das Verhältnis in Richtung Essigsäure verschoben, so wird der Geschmack meist als zu sauer empfunden.

### Starterkulturen
Starterkulturen sind die Grundlage eines standardisierten Sauerteigs. In der Produktion wird ein Mehl-Wasser-Gemisch gezielt mit bestimmten Kulturen geimpft, woraus sich ein Sauerteig entwickelt. Auch hier wird ein Rest Anstellgut für den nächsten Sauerteig aufgehoben. In bestimmten Zeitabständen wird der Sauerteig oft vollkommen neu mit Reinzuchtsauer angesetzt, wobei andere Produzenten wiederum auf eigene, bewährte, jahrelang stabile Kulturen setzen.

#### Einteilung der Starterkulturen für Standardsauerteige
- Starter für Reinzuchtsauerteig
- Starter für Silosauerteig
- Starter zur Vorratshaltung, tiefgefriertauglich
- Starter für die Brotfermentation
- Starter für Anfrischsauer

#### Kulturen
- Durchgesetzt hat sich der Stamm Lactobacillus sanfranciscensis, der heterofermentativ ist. Neben Essigsäure werden Milchsäure, Ethanol und Kohlendioxid gebildet. Dabei entstehen auch Peptide, Aminosäuren und Zucker, welche Grundstoffe für die spätere Aromabildung im Brot sind.
- Seit vielen Jahren wird Candida humilis als Sauerteighefe eingesetzt.

Starterkulturen werden für folgende Getreidearten angeboten:
- Roggensauerteig
- Weizensauerteig
- Roggen- und Weizensauerteig
- Dinkelsauerteig
- Reisstarter
- Backfermente für Roggen, Weizen und andere Getreidearten

Ohne Bedeutung ist die Art des Getreides für die Entwicklung der gewünschten Mikroorganismen. Wichtiger ist die Versorgung mit den notwendigen Nährstoffen, wobei dunkle Mehle deutlich besser abschneiden.
Die Randschichten der Roggen- und Weizenkörner enthalten Phytinsäure, welche die Entwicklung des jungen Getreidekorns fördert und vor Fressfeinden schützt. Dunkle Mehle enthalten viel Phytinsäure, während der Anteil zu hellen Mehlen abnimmt und bei Auszugsmehl unbedeutend ist. Phytinsäure gilt als antinutritiv: Sie bindet Mineralstoffe (Ca, Mn, Mg, Fe) durch Eiweißkomplexe (Phytate), wodurch die Resorption im Darm erschwert oder vermindert wird. Grundsätzlich ist Phytin im Brot für den menschlichen Organismus unbedeutend, da es thermisch nicht stabil ist; jedoch bleiben darin Mineralien gebunden. Im Sauerteig – durch den niedrigen pH-Wert – bauen getreideeigene Enzyme Phytat ab.

## Sauerteigführungen
Hauptartikel: Sauerteigführung
Als Führung bezeichnet man die Herstellung eines Sauerteiges über ein oder mehrere Stufen unterschiedlicher Temperatur, wobei versucht wird, ein dem gewünschten Produkt entsprechendes Verhältnis der Mikroorganismen (Hefen und Milchsäurebakterien) zu erreichen.

### Anstellgut vom reifen Sauerteig
Wird ein reifer Sauerteig nicht vollständig verbraucht, kann der Rest als Anstellgut erneuert werden. Dazu werden Mehl und Wasser zugegeben. Da unter Umständen die Säurebildung nicht mehr zufriedenstellend ist, können sich unerwünschte Mikroorganismen im Teig vermehren.
Mögliche Folgen:
- saurer Essigstich
- bitterer Brotgeschmack
- feuchte, unelastische Krume
- Porung ungleichmäßig

Um dies zu vermeiden, sollte regelmäßig ein Reinzuchtsauer als Ansatz verwendet werden.

### Sauerteigfehler und ihre Ursachen
Durch Fehler bei der Sauerteigmenge und -reife kann es zu typischen Brotfehlern kommen:
| Ursache                                              | Fehler im Teig                                                                                | Brotfehler                                                                                  |
| ---------------------------------------------------- | --------------------------------------------------------------------------------------------- | ------------------------------------------------------------------------------------------- |
| Junger, unreifer Sauerteig oder zu wenig Sauerteig   | • zu geringe Säuremenge • schwache Triebkraft im Teig                                         | – flaches, kleines Brot – feuchte, unelastische Krume – Wasserstreifen – fader Geschmack    |
| Alter Sauerteig oder Zu große Sauerteigmenge         | • Übersäuerung des Brotteiges • schwacher Hefetrieb • starker Trieb durch Milchsäurebakterien | – große, ungleichmäßige Porung – feuchte, unelastische Krume – Geschmack ist zu sauer       |
| Zu kalter Sauerteig                                  |                                                                                               | – große, ungleichmäßige Porung – starke Hohlraumbildung in der Krume – fader Geschmack      |
| Übergare                                             |                                                                                               | – flaches Brot – grobe Porung                                                               |
| Geschwächter Sauerteig oder Sauerteig mit Fehlgärung |                                                                                               | – Hohlraum zwischen Oberkruste und Krume – fader, fremdartiger oder extrem saurer Geschmack |

## Allgemeine Verkehrsauffassung von Sauerteig
Mit der Bezeichnung Sauerteig verbindet der Verbraucher ein Produkt mit hoher Qualität und natürlichem Ursprung. Verschiedene Länder haben daher Richtlinien und Produktbeschreibungen zum Schutz des Verbrauchers erlassen:

### Deutschland
Im Deutschen Lebensmittelbuch werden Leitsätze (§ 15 LFGB) über die geltende Verkehrsauffassung für viele Lebensmittel beschrieben. Diese Leitsätze
wurden von Verbrauchern, Wissenschaftlern, Wirtschaft, Lebensmittelüberwachung und Behörden erarbeitet und fortgeführt. Leitsätze sind aber keine Rechtssätze. Man könnte sie als vorweggenommenes Sachverständigengutachten bezeichnen. Produkte können von diesen Leitsätzen abweichen und bei entsprechender Kennzeichnung in Verkehr gebracht werden.
Definition von 2006 (Auszug):
- „1.11 Sauerteig ist ein Teig, dessen Mikroorganismen (z. B. Milchsäurebakterien, Hefen) aus Sauerteig oder Sauerteigstartern sich in aktivem Zustand befinden oder reaktivierbar sind. Sie sind nach Zugabe von Getreideerzeugnissen und Wasser zur fortlaufenden Säurebildung befähigt. Teile eines Sauerteiges werden als Anstellgut für neue Sauerteige verwendet. Die Lebenstätigkeit der Mikroorganismen wird erst durch Backen oder Heißextrudieren beendet. Die Säurezunahme des Sauerteigs beruht ausschließlich auf dessen Gärungen.“

In den Leitsätzen wird auch Sauerteigbrot definiert:
- „3.1 Sauerteigbrot wird so hergestellt, dass die gesamte zugesetzte Säuremenge aus Sauerteig stammt. Auf Nummer 1.11 wird verwiesen. Hinweise auf die Mitverwendung von Sauerteig sind nur üblich, wenn die zugesetzte Säuremenge zu mehr als zwei Dritteln aus Sauerteig stammt. Bei Bauern-/Landbrot mit einem Roggenanteil über 20 % stammt die zugesetzte Säuremenge zu mindestens zwei Dritteln aus Sauerteig.“

### Österreich
Den Leitsätzen des Deutschen Lebensmittelbuches, entspricht in Österreich der „Codex Alimentarius Austriacus“. Auszüge:
Kapitel/B 18/Backerzeugnisse: Backhefe, Sauerteig, Backpulver, Triebmittel für besondere Zwecke:
- Abschnitt 2.1.1, Absatz 2:

„Sauerteig ist ein aus Mahl- und Schälprodukten, Anstellgut und Trinkwasser, gegebenenfalls unter Zusatz von Restbrot, vorwiegend durch milchsaure Gärung hergestellter Teig. Wird als Anstellgut eine Starterkultur von säurebildenden Bakterien und/oder Sauerteighefen (Reinzucht, Reinkultur) verwendet, wird der Sauerteig als „Reinzuchtsauer(teig)“ bezeichnet.“

- Abschnitt 2.1.1, Absatz 5:

„„Natursauerteig“ wird nur ein Sauerteig genannt, der mit Anstellgut, welches durch Abnahme vom reifen Sauerteig gewonnen wurde, hergestellt wird. Wenn der reife Sauerteig ursprünglich ein Reinzuchtsauer(teig) ist, dann muss Anstellgut mehrmals hintereinander abgenommen worden sein, damit die Bezeichnung „Natursauerteig“ zulässig ist.“

In Österreich wird also Natursauer recht eng definiert. Seine Verwendung wird bei der Herstellung von Land- und Bauernbrot (Codexkapitel B18) gefordert.

### Schweiz
Im Kap. 16 des Schweizerischen Lebensmittelbuches wird Sauerteig definiert (Auszug):
- Sauerteig ist ein durch spontane oder durch Starterkulturen (Laktobazillen) gezielt gelenkte Gärung über mehrere Stufen herangeführter Teig aus Roggen- oder Weizenmehl mit einer aktiven, triebfähigen Mikroflora. […] Der pH-Wert eines ausgereiften Sauerteiges liegt je nach Art (Roggen / Weizen) und Ausmahlungsgrad im Bereich von 3,2–4,5, der Säuregrad zwischen 10 und 30. Der Saueranteil (ausgereifter Vollsauer) beträgt je nach Brottyp und gewünschter Geschmacksnote 15–50 %.

### Frankreich
Am 13. September 1993 trat das Dekret No. 93 – 1074 zum Schutz der Brotsorten: Pain Maison, Pain de Tradition Française und Pain au levain in Kraft. Auszüge:
- Art. 3: Brot, das unter der Bezeichnung „Pain au Levain“ in Verkehr gebracht wird, muss mit einem Sauerteig entsprechend Art. 4 hergestellt worden sein und höchstens einen pH-Wert von 4,3 sowie mehr als 900 ppm Essigsäure aufweisen.
- Art 4: Sauerteig ist ein Teig, zusammengesetzt aus Weizen- oder Roggenmehl, Trinkwasser und eventuell Salz, der einer natürlichen säurebildenden Fermentation unterliegt und dessen Funktion es ist, den Teig aufgehen zu lassen. Sauerteig enthält hauptsächlich aus Milchsäurebakterien bestehende säuernde Mikroflora oder Hefen. Der Zusatz von Backhefe (Saccharomyces cerevisae), die zur Verwendung im Brotteig bestimmt ist, ist mit 0,2 % (bezogen auf die Gesamtmehlmenge) erlaubt. Der Sauerteig kann auch getrocknet sein, sofern er 1 Mrd. Bakterien pro Gramm und 10 Mio. Hefen pro Gramm enthält. Nach Zugabe von Wasser und eventuell Zusatz von Backhefe (Saccharomyces cerevisae) muss er gemäß obigen Bedingungen ausreichend Teigtrieb erbringen. Dem Sauerteig können auch genehmigte Mikroorganismenarten zugesetzt werden.

## Kulturelle Verbreitung

### Christentum

#### Praxis
In der religiösen Praxis des Christentums spielt Sauerteig keine bedeutende Rolle.
Die Hostien für die Eucharistie werden seit Alters her bei den Armeniern und seit dem 11. Jahrhundert in der westlichen Kirche zwar aus ungesäuertem Weizenteig hergestellt, aber diese Tradition hat keine religiöse Verbindlichkeit. In den Ostkirchen wird stets gesäuertes Brot verwendet.

#### Symbolgehalt
Sauerteig hat in den Schriften des Neuen Testaments eine andere Bedeutung als im Judentum: Der Sauerteig ist Sinnbild einer Dynamik, deren Qualität jeweils von der des Impulses bestimmt wird.
Das bedeutendste positive Bild ist das Gleichnis vom Sauerteig (Mt 13,33  par. Lukas 13,20–21 ), in dem das Reich Gottes als ein Geschehen beschrieben wird, das wie ein Sauerteig stetig und unaufhaltsam Veränderung schafft, auch wenn der Anfang klein erscheint.
Als negativ gewertetes Beispiel gilt die Dynamik, die von den Pharisäern, Sadduzäern (Mt 16,6 ) und von Herodes (Mk 8,15 ) ausgeht.
In 1 Kor 5,6ff  schreibt Paulus, dass die Gläubigen sich von den abgelegten Lehren und Lebensweisen reinigen sollen, wie man ein Haus für Pessach vom alten Sauerteig reinigt, damit sie als ungesäuerter Teig die neue Lebensweise annehmen können:

„Lasst uns also das Fest nicht mit dem alten Sauerteig feiern, nicht mit dem Sauerteig der Bosheit und Schlechtigkeit, sondern mit den ungesäuerten Broten der Aufrichtigkeit und Wahrheit!“

### Judentum
Im Judentum gibt es insbesondere zum Pessach umfangreiche Vorschriften und Bräuche für den Umgang mit Chametz. Ungesäuertes Brot wie Matze gehört zur jüdischen Küche.